# Michel Desvigne
Michel Desvigne, är en fransk landskapsarkitekt född i Montbéliard den 24 januari 1958.
Han har drivit projekt i mer än 12 länder. Desvign har arbetat med arkitekter så som Herzog and de Meuron, Foster+Partners, Jean Nouvel, Rem Koolhaas, Christian de Portzamparc, I.M. Pei, Renzo Piano och Richard Rogers. 
Han har bland annat vunnit det Franska nationella priset "Urbanism Grand Prize" 2011 samt “prix de l’aménagement urbain” 2013 för sitt arbete med hamnen i Marseille. Desvigne har skrivit böcker och undervisar på bland annat Harvard. 
I Sverige är han mer känd för sitt arbete med stadsplanen för Nya Årstafältet i Stockholm tillsammans med svensk/italienska arkitekten Erik Giudice.